# Grősz József
Grősz József (Féltorony, 1887. december 10. – Kalocsa, 1961. október 3.) római katolikus pap, szombathelyi püspök, kalocsai érsek. Érseki székvárosa lakóinak emlékezetében ma is Kalocsa megmentőjeként él a város szovjet megszállását követő helytállása miatt.

## Pályafutása
Középiskolái befejezése után a Pázmáneumon elvégezte a teológiát. 1911. július 14-én szentelték pappá. Előbb Farádon, majd Oroszváron volt káplán; 1913-ban Győrben püspöki levéltáros és jegyző, majd püspöki szertartó lett. 1921-ben Fetser Antal püspök titkárává nevezte ki.

### Püspöki pályafutása
1928-ban XI. Piusz pápa orthosiai címzetes püspökké és győri segédpüspökké nevezte ki, felszentelésére 1929. február 24-én került sor. 1936-ban Mikes János szombathelyi megyés püspök lemondása után az egyházmegye apostoli kormányzója lett.
1939-től 1944-ig az Országgyűlés felsőházi tagja volt. 1943 és 1946 között, két etapban a Magyar Tudományos Akadémia igazgatósági tagja volt.
1943-ban a Kalocsai főegyházmegye élére nevezték ki. Serédi Jusztinián 1945. március 25-én bekövetkezett halála után egészen Mindszenty József kinevezéséig ő látta el a hercegprímási teendőket is, majd 1949-ben Mindszenty letartóztatása után – szentszéki felhatalmazással – újra ő lett Magyarországon a katolikus egyház  vezetője. 1950. augusztus 30-án aláírta a kommunista hatalom és az egyház között kényszer hatása alatt létrejött megállapodást, amely szinte teljesen állami ellenőrzés alá vonta a magyarországi papság működését. A papok többsége ellenkezéssel fogadta ezt az egyezséget.
1951. május 18-án több más egyházi vezetővel együtt letartóztatták, majd június 28-án a Grősz-perben összeesküvés vádjával tizenöt év börtönre ítélték. 1955. október 14-én kiengedték a börtönből, de házi őrizetben tartották 1956 májusáig. 12-én kiszabadult, majd hét nap múlva újra elfoglalhatta az érseki széket. Az átélt „élmények” hatására 1957-ben csatlakozott az Opus Pacis békepapi mozgalomhoz, amellett tagja volt az Országos Béketanácsnak és a Hazafias Népfront elnökségének is.
A rendszerváltás után, 1990. május 18-án az ellene hozott ítéletet semmisnek nyilvánították.